# NGC 4486A
NGC 4486A је елиптична галаксија у сазвежђу Девица која се налази на NGC листи објеката дубоког неба.
Деклинација објекта је + 12° 16' 16" а ректасцензија 12h 30m 57,7s. Привидна величина (магнитуда) објекта NGC 4486 износи 12,5 а фотографска магнитуда 13,5. NGC 4486A је још познат и под ознакама UGC 7658, MCG 2-32-110, CGCG 70-141, ARAK 372, VCC 1327, PGC 41377.